# Stemma di Varsavia

Stemma di Varsavia versione grande

Lo stemma di Varsavia (la Sirena di Varsavia) è costituito da una sirena in campo rosso. Questa raffigurazione è in uso almeno dalla metà del XIV secolo. La sirena tradizionalmente impugna una spada d'argento, sebbene questa non compaia nelle versioni più recenti.

## Storia
Il primo stemma di Varsavia raffigurava un drago con testa umana maschile, che portava una spada e uno scudo. Il primo utilizzo noto risale al 1390, quando fu utilizzato su un sigillo. Si tratta del più antico sigillo armato di Varsavia esistente, costituito da un sigillo rotondo bordato dall'iscrizione latina Sigilium Civitatis Varsoviensis (Sigillo della città di Varsavia). Gradualmente la testa e il corpo maschili furono sostituiti da quelli femminili e, alla fine del XVI secolo, anche la coda fu modificata da quella di un drago a quella di un pesce. Le uniche parti rimaste dello stemma originale sono la spada e lo scudo.
A partire dall'inizio del XVII secolo, i documenti di Varsavia associano alla città una sirena che brandisce una spada. Dal 1622, lo stemma di Varsavia è raffigurato come una sirena con spada e scudo in mano, che rappresenta Melusina del fiume Vistola (Wisła), che secondo la leggenda condusse il duca Boleslao II di Masovia (1262–1313) al luogo appropriato (un villaggio di pescatori) e gli ordinò di fondare la città, intorno al 1294. L'origine della figura leggendaria non è del tutto nota. Il motto della città è, appropriatamente, Contemnit procellas ("Sfida le tempeste").

## Utilizzo moderno
L'attuale design ufficiale del simbolo fu introdotto nel 1938, ma fu utilizzato in questa forma solo fino allo scoppio della Seconda Guerra Mondiale. Dopo il 1945, le autorità comuniste modificarono l'emblema rimuovendo la corona. L'insegna fu ripristinata nella forma prebellica il 15 agosto 1990.
Inoltre, esiste un "Grande Emblema della Città Capitale di Varsavia" (Herb Wielki Miasta Stołecznego Warszawy), utilizzato solo per le occasioni cerimoniali. Include la raffigurazione della medaglia Virtuti Militari, conferita alla città per onorare il coraggio dei suoi cittadini durante la Seconda Guerra Mondiale. Aggiunge inoltre il secondo motto all'emblema: Semper invicta (Sempre invincibile).
Ogni membro della cavalleria leggera degli Ussari Reali della Regina del Regno Unito indossa la Pulzella di Varsavia, lo stemma della città di Varsavia, sulla manica sinistra della sua uniforme n. 2 (di servizio). Anche i membri del 651° Squadrone dell'Army Air Corps del Regno Unito indossano la Maid of Warsaw sulla manica sinistra della loro uniforme n. 2 (di servizio).